# Анурадхапура (округ)
Анурадхапура (синг. තිරිකුණාමළය දිස්ත්‍රික්කය, там. திருகோணமலை மாவட்டம) — один из 25 округов Шри-Ланки. Входит в состав Северо-Центральной провинции страны. Административный центр — город Анурадхапура.
Площадь округа составляет 7179 км². В административном отношении подразделяется на 22 подразделения.
Население округа по данным переписи 2012 года составляет 860 575 человек. 90,96 % населения составляют сингальцы; 8,21 % — ларакалла; 0,55 % — ланкийские тамилы; 0,06 % — индийские тамилы; 0,03 % — бюргеры; 0,02 % — малайцы и 0,17 % — другие этнические группы. 90,10 % населения исповедуют буддизм; 8,31 % — ислам; 1,21 % — христианство и 0,38 % — индуизм.
Динамика численности населения:
| 1953    | 1963    | 1971    | 1981    | 2001    | 2012    |
| ------- | ------- | ------- | ------- | ------- | ------- |
| 229 300 | 279 788 | 388 770 | 587 929 | 745 693 | 860 575 |